# 唐普勒马尔
唐普勒马尔（法語：Templemars，法語發音：[tɑ̃pləmaʁ]）是法国上法兰西大区北部省的一个市镇，位于该省中部偏南，属于里尔区和里尔欧洲都会区。

## 地理
唐普勒马尔（50°34'27"N, 3°3'16"E）面积4.61 平方千米，位于法国上法蘭西大區北部省，该省份为法国最北部的省份及最长的省份，西北濒北海，西接加来海峡省，南至埃纳省和索姆省，东与比利时接壤。
与唐普勒马尔接壤的市镇（或旧市镇、城区）包括：法什-蒂梅尼勒、阿沃兰、瑟克兰、旺德维尔、瓦蒂尼。
唐普勒马尔的时区为UTC+01:00、UTC+02:00（夏令时）。

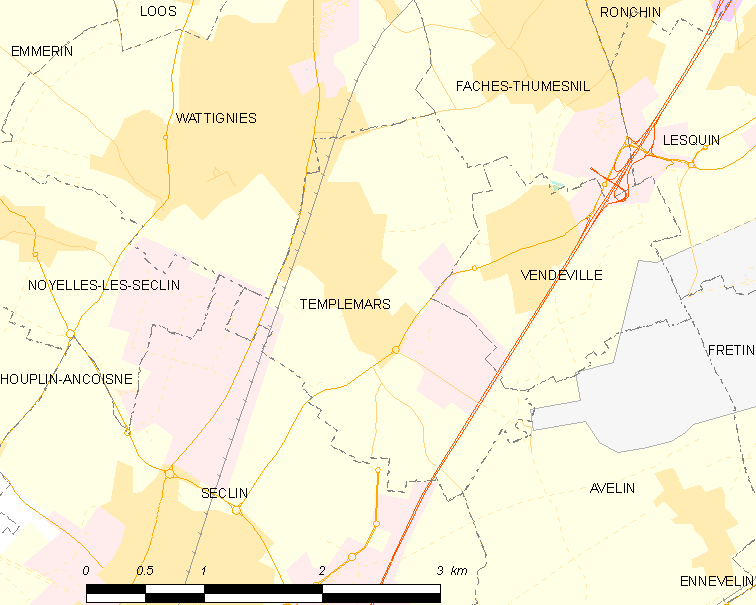
唐普勒马尔的OSM定位图

## 行政
唐普勒马尔的邮政编码为59175，INSEE市镇编码为59585。

## 政治
唐普勒马尔所属的省级选区为法什-蒂梅尼勒县。

## 人口

1962-2008年间唐普勒马尔人口变化图示

唐普勒马尔于2022年1月1日时的人口数量为3630人。